# Bartomeu Forteza Pujol
Bartomeu Forteza Pujol (Felanitx, Mallorca, 17 de juny de 1939 - Barcelona, Barcelonès, 6 de desembre de 2000) fou un filòsof, investigador, traductor i professor balear.
Format a Mallorca, es llicencià en teologia a la Pontifícia Universitat Gregoriana de Roma el 1962, i especialitzat en patrística, amplià estudis a Múnic i obtingé la llicenciatura en filosofia també a la Universitat Gregoriana el 1977, i a la Universitat de Barcelona el 1978. Es doctorà en filosofia per la Universitat de Barcelona amb una tesi sobre Thomas Hobbes (1993). El 1979 guanyà per oposició la plaça de professor agregat de batxillerat de l'assignatura de filosofia i el 1981 la de catedràtic. El 1999 passà a ser professor de la Facultat de Filosofia de la Universitat Ramon Llull, on impartí un curs de doctorat sobre Hobbes. Fou membre de la Societat Catalana de Filosofia i corresponsal per Espanya del Bulletin Hobbes, publicació anual dels Archives de Philosophie. Ha estat traductor i el màxim coneixedor a l'estat espanyol del pensament de l'empirista anglès Thomas Hobbes. Corresponsal a Espanya i Portugal del Butlletin Hobbes, destacà per la seva tesi doctoral L'objectivitat a la filosofia lingüística de Thomas Hobbes, publicada el 1999. Del pensador anglès, en traduí, al castellà, Libertad y necesidad y otros escritos (1991) i, al català, alguns textos que palesen les discrepàncies que mantingué amb Descartes i, pòstumament, de De Corpore (2011).